# 唐店街道
唐店街道是中华人民共和国江苏省徐州市新沂市下辖的一个镇。
2013年8月6日，江苏省人民政府批复同意撤销唐店镇，以原唐店镇的唐店、后滩、杜湖、龙河、东岭5个居委会区域和双山、八户、尚营、徐李4个村委会区域设立唐店街道办事处，办事处驻宿新路85号。

## 行政区划
唐店街道下辖以下村级行政区划单位：
后滩村、唐店村、杜湖村、龙河村、双山村、八户村、尚营村、徐李村和东岭村。